# Дернівська волость
Дернівська волость — адміністративно-територіальна одиниця Охтирського повіту Харківської губернії.
На 1862 рік до складу волості входили:
- село Дернове;
- село Ницаха;
- село Пожня;
- село Верхопожня;
- село Порозок;
- село Люджа;
- село Верхолюджа;
- селище Поляне.

Найбільші поселення волості станом на 1914 рік:
- село Дернове — 1950 мешканців;
- село Ницаха — 1763 мешканців;
- село Печини — 2142 мешканців;
- село Поляне — 2052 мешканців;
- село Пожня — 2384 мешканців.

Старшиною волості був Гнилокозов Петро Дем'янович, волосним писарем — Попов Яків Романович, головою волосного суду — Рагулін Макар Павлович.